# Полимела
Полимела је у грчкој митологији било име више личности.

## Етимологија
Име Полимела значи „много песама“.

## Митологија
1. Према Аполодору, била је Пелејева кћерка, а супруга Менетија са којим је имала сина Патрокла.[2][3] Роберт Гревс је поменуо Полимелу која је била заправо Пелејева супруга. Ова Полимела је била Акторова кћерка, која је Пелеју донела трећину Акторовог краљевства у мираз. Међутим, када је Кретеја, Акастова супруга, покушала неуспешно да заведе Пелеја, из освете је слагала Полимелу да муж намерава да је напусти због Кретејине кћерке Стеропе. Полимела јој је поверовала и обесила се.[1]
2. Гревс је навео и да је једно од могућих имена Есонове супруге и Диомедове мајке било Полимела. Друга имена су Амфинома, Перимеда, Алкимеда, Полимеда, Полифема, Скарфа и Арна. Како би сина сачувала од Пелија, довела је рођаке који су нарикали над бебом као да је у питању мртворођенче. Потом га је кришом одвела на Пелион и дала га на чување кентауру Хирону. Ипак, Пелија је убио њеног мужа и њу. Заправо, под његовим притиском су починили самоубиство; или се избола ножем или обесила, након што је проклела Пелију.[1]
3. У Хомеровој „Илијади“, била је Филова кћерка, која је са Хермесом имала сина Еудора. Касније се била удала за Ехекла.[3]
4. У Хомеровој „Одисеји“, али и према другим ауторима, била је кћерка Еола и Кијане. Када је Одисеј дошао на острво којим је Еол владао, заљубио се у Полимелу и са њом провео јако пријатно време. Међутим, када је отишао, њен отац је открио поклоне које је добила, па је намерио да је казни. Њен брат Диор, који је био заљубљен у њу, посредовао је у њено име и успео је да измоли од оца да је ожени.[3]

## Биологија
Латинско име ових личности (Polymela) је један од синонима за род Agaue у оквиру групе арахнида.